# نیتوکریس یکم
نیتوکریس یکم (انگلیسی: Nitocris I درگذشته در سال ۵۸۵ پیش از میلاد) حاکم بود. وارث و سپس به عنوان ستایشگر مقدس آمون یا همسر خدای آمون برای مدتی بیش از هفتاد سال، بین ۶۵۵ قبل از میلاد و ۵۸۵ قبل از میلاد خدمت کرد.

## زندگی‌نامه
او دختر فرعون دودمان بیست و ششم مصر پسامتیک یکم از ملکه همسر او محیتن‌وسخت بود. پسامتیک یکم در اوایل سلطنت خود، در مارس ۶۵۶ پیش از میلاد، ناوگان دریایی قدرتمندی را به تِبِس اعزام کرد و شپنوپت دوم دختر بعنخی را که در آن زمان در سِـمَـتِ همسر ایزد آمون خدمت می‌کرد، مجبور کرد تا نیتوکریس را به عنوان وارث خود در این مقام قدرتمند و مهم بپذیرد. مراسم فرزندخواندگی و اعتلای نیتوکریس یکم در سنگ یادبود معروف فرزندخواندگی گرامی داشته شده است. معلوم نیست که او در چه تاریخی منصب «ستایشگر مقدس آمون» را به عهده گرفت، اما تا سال چهارم آپریس در ۵۸۵ پیش از میلاد در این سِـمَـت خدمت کرد. قبل از کار او در این مقام، امپراتوری آشوری نو در سال ۶۷۱ قبل از میلاد به مصر حمله کرد، تِبِس را غارت کردند و معابد آن را که مملو از گنجینه‌های فراوان بود به یغما بردند. اتحاد مجدد مصر توسط پدرش با ظهور نیتوکریس یکم تسهیل شد.
هنگامی که او در دهه هشتاد زندگی خود بود، او خواهرزاده بزرگش عنخنس‌نفریب‌رع دختر پسامتیک دوم را به فرزندی پذیرفت و جانشینی در خانواده خود را ادامه داد.
در طول تصدی وی، چندین کار ساختمانی در اطراف کَرنَک اقصر و ابیدوس تأیید شد. او در محوطه شهر هابو در کلیسای مقبره‌ای خاصی که «او با مادر واقعی و مادربزرگ‌خوانده‌اش در آن سهیم بود» به خاک سپرده شد. تابوت او در مقبره بطلمیوسی در دیر المدینه دوباره مورد استفاده قرار گرفت و امروزه در موزه مصر قرار دارد.

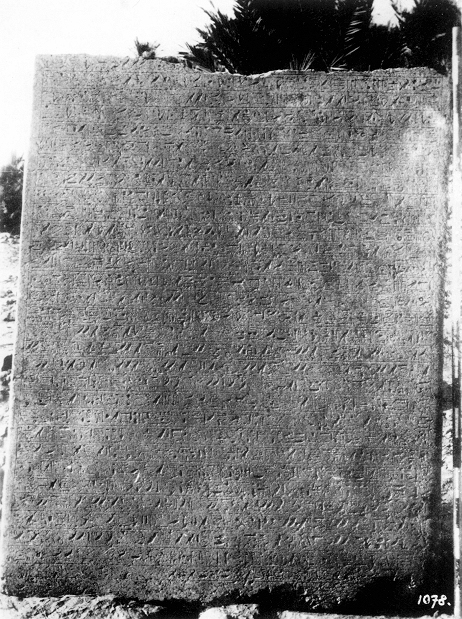
سنگ یادبود فرزندخواندگی نیتوکریس، اندکی پس از کشف در کَرنَک در سال ۱۸۹۷

## سنگ یادبود فرزندخواندگی
یک یادبود عمودی سنگی که اغلب به آن «سنگ یادبود فرزندخواندگی» می‌گویند، در سال ۱۸۹۷ توسط ژرژ لوگرن در کَرنَک کشف و به موزه مصر منتقل شد. این سنگ یادبود از جنس گرانیت قرمز ساخته شده است و ابعاد آن تقریباً ۱٫۸ متر (۶ فوت) ارتفاع و ۱٫۴ متر (۴٫۵ فوت) عرض است.
بخش ابتدایی نوشته‌های کتیبه گم شده است، اما باقیمانده با کتیبه‌ای ادامه می‌یابد که در آن فرعون پسامتیک یکم قصد خود را برای دادن دخترش به آمون برای همسری ایزد آمون به دربار گزارش می‌دهد. پسامتیک تصدیق کرد که همسر فعلی خدا، شپنوپت دوم دختر فرعون بعنخی از سلسله دودمان بیست و پنجم مصر قبلاً وارثی از میان دختران فرعون تهارقا به نام امانی‌ریدیس دوم که به عنوان ستایشگر مقدس آمون مشغول انجام وظیفه بود. پسامتیک قصد داشت شپنوپت دوم را وادار کند که نیتوکریس را به عنوان وارث خود بپذیرد و بدین ترتیب جانشین امانی‌ریدیس دوم شود.
دربار تصمیم فرعون را ستود و در سلطنت او «سال ۹، ماه اول فصل اول، روز ۲۸» (تاریخی که با ۲ مارس ۶۵۶ قبل از میلاد مطابقت دارد) نیتوکریس با ناوگان سلطنتی به رهبری دریاسالار و خره‌سالار هراکلئوپولیس، «سماتاویتنناخت» از سائیس به تِبِس رفت.
پس از شانزده روز ناوگان به تِبِس رسید که جمعیت فراوانی به استقبال و تحسین شاهدخت آمده بودند. هم شپنوپت دوم دوم و هم امانی‌ریدیس دوم با نیتوکریس ملاقات کردند. او به‌طور رسمی به فرزندی پذیرفته شد و هر دو موافقت کردند که دارایی‌های خود را به او (و به‌طور غیرمستقیم، به پسامتیک اول) منتقل کنند.
سنگ یادبود سپس فهرستی بسیار مفصل با تمام کمک‌های روزانه (عمدتاً غذا) به نیتوکریس از چندین مقام رسمی مانند شهردار تِبِس، منتومحات و خانواده‌اش، از کاهنان آمون که در این زمان توسط کاهن اعظم آمون هارخبی، و همچنین از طرف پادشاه و بسیاری از معابد کل سرزمین رهبری می‌شد، گزارش می‌کند.

### اهمیت
شپنوپت دوم و امانی‌ریدیس دوم آخرین بازماندگان دودمان منقرض‌شدهٔ بیست و پنجم مصر بودند، با این حال آنها این بالاترین مقام قدرت را در جنوب حفظ کرده و عملاً تمام مصر علیا را تحت کنترل داشتند. پسامتیک یکم تصمیم گرفت که همسر ایزد آمون را به زور برکنار نکند - اقدامی که مورد پسند نیست - بلکه او را وادار کنم که دخترش را به عنوان جانشین خود بپذیرد و بدین ترتیب کنترل آینده مصر علیا و همچنین دریافت تعداد قابل توجهی از املاک و سایر کالاها را تضمین کند: فراتر از «نمای ظاهری» پذیرش نیتوکریس یکم به عنوان فرزندخوانده، بنا بر گزارش‌های سنگ یادبود در عمل اتحاد مجدد مصر علیا و سفلی را تحت حسن توجه و حمایت پسامتیک یکم گزارش می‌کند.

## برای مطالعهٔ بیشتر
- Caminos, Ricardo A. (1964). "The Nitocris Adoption Stela". Journal of Egyptian Archaeology. 50: 71–101. doi:10.1177/030751336405000109. S2CID 192251731.
- Khalil, Noha (1981). Enquête sur la divine adoratrice Nitocris. PhD dissertation.
- Khalil, Noha (1981). Enquête sur la divine adoratrice Nitocris, Livre Photographique Vol. 1. Addendum to PhD dissertation.
- Khalil, Noha (1981). Enquête sur la divine adoratrice Nitocris, Livre Photographique Vol. 2. Addendum to PhD dissertation.